# Prestonia longifolia
Prestonia longifolia är en oleanderväxtart som först beskrevs av Sessé och Mociño, och fick sitt nu gällande namn av J.F. Morales. Prestonia longifolia ingår i släktet Prestonia och familjen oleanderväxter. Inga underarter finns listade i Catalogue of Life.